# Cassiopeia (constelação)
Cassiopeia (abreviação: Cas) é uma constelação do hemisfério celestial norte. O genitivo, usado para formar nomes de estrelas, é Cassiopeiae.
As constelações vizinhas, segundo a padronização atual, são a Girafa, o Cefeu, o Lagarto, a Andrômeda e o Perseu.
No Brasil também é conhecida pelos nomes nativos Tamaquaré e (na Amazônia) Taquaré.

## Etimologia
"Cassiopeia" vem do grego Kassiópeia, através do latim Cassiopea.
"Tamaquaré" e "Taquaré", por sua vez, vêm do tupi tamakwa'ré, que se referem ao lagarto amazonense tamaquaré (Plica plica (L.), cuja silhueta os índios da região enxergam nas estrelas da Cassiopeia.

## Características
Cassiopeia é uma constelação em formato de W, localizada no hemisfério celestial norte. Essa constelação possui cerca de trinta estrelas que visíveis a olho nu, além de outras, e as cinco principais, que formam o desenho da letra W.
A Alpha Cassiopeiae (também conhecida como Shedir) faz parte do W, é a estrela mais brilhante de toda constelação e possui cor avermelhada. Já a Gamma Cassiopeiae está no centro do desenho W, ou seja, no meio das estrelas principais, e é a terceira com mais luz. O W, ou M, também é formado pela Beta Cassiopeiae, Delta Cassiopeiae e Epsilon Cassiopeiae.
Há outros elementos na constelação. O Messier 52 por exemplo, que é visto apenas por binóculos de forma bem discreta ou por telescópios, é um grupo de estrelas (cerca de 100). O Messier 103 também não é visto a olho nu, até porque é um enxame um pouco menor – possui cerca de 40 estrelas –, mas está bem próximo a segunda estrela do W.

## Mitologia grega
A figura formada pelas estrelas próximas à constelação do Cefeu lembra a de uma figura humana sentada num trono – só que de cabeça para baixo. Para os gregos, isso representava a punição por um crime severo, e eles logo associaram essa constelação ao mito de Cassiopeia: a vaidosa rainha etíope que comparou sua beleza à das Nereidas, entre as quais se contava Anfitrite, esposa de Possêidon. Como castigo, o deus dos mares exigiu que sua filha, Andrômeda, fosse sacrificada ao monstro Ceto (uma fera das águas, hoje interpretado como uma baleia) para que seu país não fosse inundado pelas tormentas furiosas de Possêidon.